# Virbhadra
Virbhadra es una ciudad industrial situada en el distrito de Dehradun,  en el estado de Uttarakhand (India). Su población es de 8580 habitantes (2011). 

## Demografía
Según el censo de 2011 la población de Virbhadra era de 8580 habitantes, de los cuales 4553 eran hombres y 4027 eran mujeres. Virbhadra tiene una tasa media de alfabetización del 86,09%, superior a la media estatal del 78,82%: la alfabetización masculina es del 92,47%, y la alfabetización femenina del 79%.